# Chemická knihovna

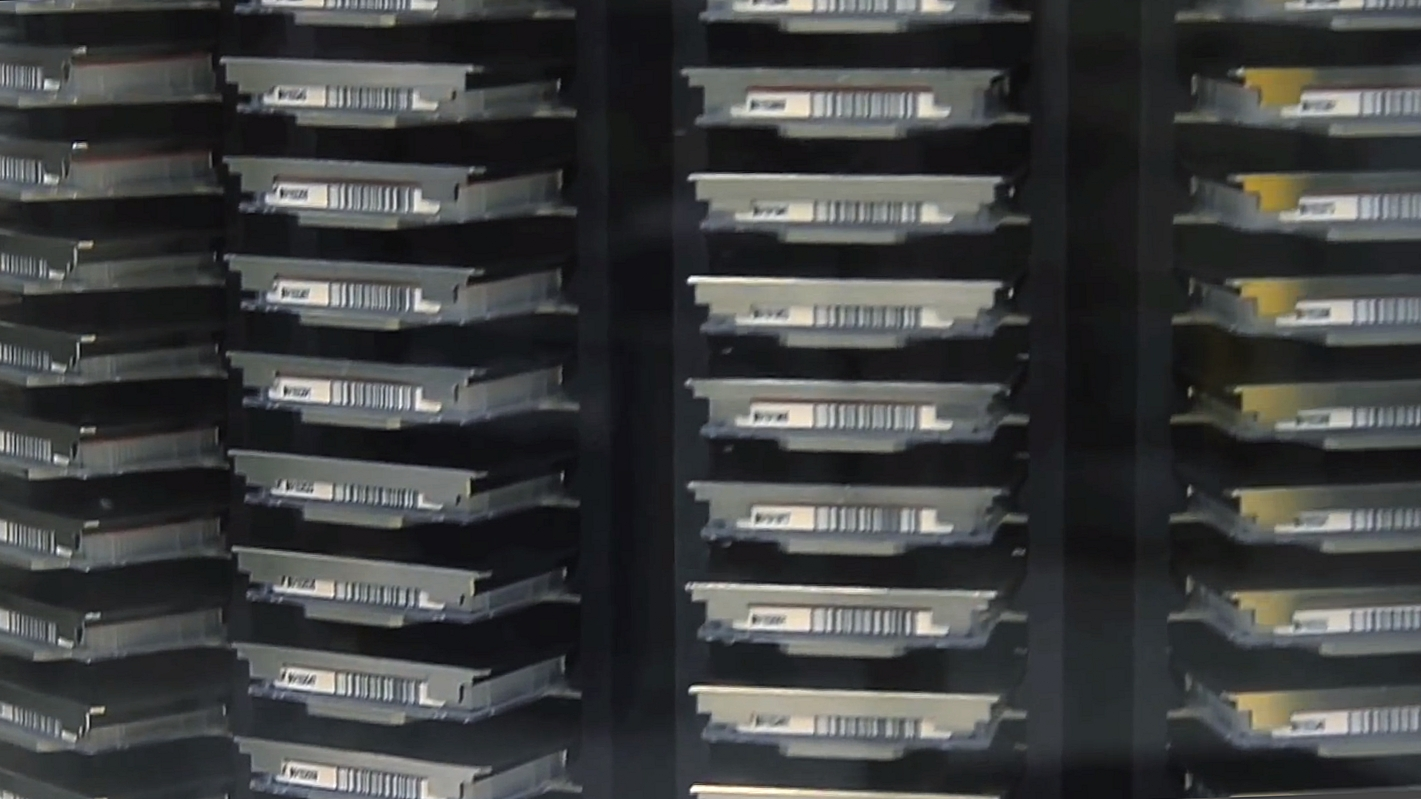
Sloučeniny chemické knihovny v mikrotitračních destičkách (např. 384 či 1536 jamek) při high-throughput screeningu.

Chemická knihovna či knihovna sloučenin je soubor uložených chemických látek, které se obvykle používají při high-throughput screeningu nebo průmyslové výrobě. Chemická knihovna může zjednodušeně řečeno sestávat z řady uložených chemických látek, přičemž každá látka má související informace uložené v nějaké databázi s informacemi, jako je chemická struktura, čistota, množství a fyzikálně-chemické vlastnosti sloučeniny.

## Účel a použití

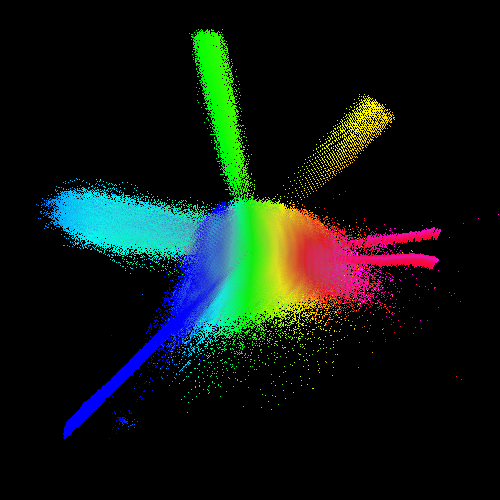
Náhled na chemický prostor databáze PubChem; projekce 42 dimenzionálních „molekulárních kvantových čísel“ (MQN) sloučenin v databázi PubChem (5 virtuálně vytvořených knihoven sloučenin) za použití PCA. Barva znázorňuje podíl atomů v uzavřených řetězcích molekul (modrá 0, červená 1).

Při high-throughput screeningu v rámci objevování léčiv se často provádí screening chemických látek proti biologickému cíli, který se snaží využít co největší část příslušného chemického prostoru. Chemický prostor všech možných chemických struktur je mimořádně velký a exponenciálně roste s velikostí molekuly. Většina chemických knihoven obvykle nemá plně zastoupený nebo vzorkovaný chemický prostor, a to především z důvodů skladování a nákladů. Protože však mnoho molekulárních interakcí nelze předpovědět, tak čím širší je chemický prostor, který je vzorkován chemickou knihovnou, tím větší je šance, že high-throughput screening najde požadovanou molekuly s vhodnou interakcí („hit“), která by mohla být vyvinuta v léčivo.
Příkladem chemické knihovny při objevování léčiv může být série chemických látek, o nichž je známo, že inhibují kinázy, nebo v průmyslových procesech série katalyzátorů, o nichž je známo, že polymerují pryskyřice.

## Tvorba chemických knihoven
Chemické knihovny jsou obvykle vytvářeny pro konkrétní cíl a větší chemické knihovny mohou být tvořeny několika skupinami menších knihoven uložených na stejném místě. Například v rámci objevování léčiv je zapotřebí široká škála organických chemických látek, které se testují na modelech onemocnění pomocí high-throughput screeningu. Proto je většina sloučenin (pro objevování léčiv) obsažených v chemických knihovnách založena na organické chemii. Společnost, která má zájem o screening inhibitorů kináz pro léčbu nádorových onemocnění, může omezit své chemické knihovny a syntézu sloučenin pouze na ty typy chemických látek, o nichž je známo, že mají afinitu k vazebným místům ATP nebo alosterickým místům.
Obecně se však většina chemických knihoven zaměřuje na velké skupiny různorodých organických chemických sérií. V těchto případech je možné pomocí organické syntézy vytvořit mnoho variací na stejné molekulární kostře. Samozřejmě lze chemické látky i zakoupit od externích dodavatelů a zařadit je do interní chemické knihovny.
V závislosti na jejich rozsahu a designu mohou být chemické knihovny také klasifikovány jako různě orientované: podobné léčivům, podobné "hlavním" sloučeninám ("lead compounds"), podobné peptidům, podobné přírodním produktům, či zaměřené proti specifické rodině biologických cílů (např. kinázám, GPCR, proteázám atd.). Tyto chemické knihovny se často používají při objevování léčiv založených na cíli (reverzní farmakologie). Mezi knihovny sloučenin je třeba anotovat knihovny "fragmentových" sloučenin, které se používají hlavně pro objevování léčiv pomocí "fragmentových" sloučenin ("fragment-based lead discovery").

## Návrh a optimalizace chemických knihoven
Chemické knihovny obvykle navrhují chemici a chemoinformatici a syntetizují je pracovníci organické chemie a medicinální chemie. Způsob generování chemických knihoven obvykle závisí na projektu a při použití racionálních metod pro výběr screeningových sloučenin je třeba zvážit mnoho faktorů. Obvykle se provádí screening řady chemických látek proti určitému cíli daného léčiva nebo modelu onemocnění a předběžné "hity" neboli chemické látky, které vykazují požadovanou aktivitu, se znovu prověřují, aby se ověřila jejich aktivita. Jakmile jsou na základě své opakovatelnosti a aktivity kvalifikovány jako "hit", jsou tyto konkrétní chemické látky registrovány a analyzovány.
Chemoproteomika je obor, který zahrnuje použití chemických knihoven k identifikaci proteinových cílů. Studují se společné rysy mezi různými skupinami chemických látek, protože často odrážejí určitý chemický podprostor. K další optimalizaci chemické knihovny v aktivní části podprostoru může být zapotřebí další chemická práce. Pokud je to potřeba, dokončí se další syntéza, aby se rozšířila chemická knihovna v daném podprostoru vytvořením dalších sloučenin, které jsou velmi podobné původním hitům. Tento nový výběr sloučenin v rámci tohoto úzkého rozsahu je dále prověřován a následně přebírán do sofistikovanějších modelů pro další ověřování v procesu "od hitu k hlavní molekule" ("Hit-to-Lead").

## Skladování a spravování
Vzhledem k nákladnosti a náročnosti chemické syntézy musí být chemické látky správně skladovány a uchovávány pro pozdější použití, aby se zabránilo jejich předčasné degradaci. Každá chemická látka má určitou dobu použitelnosti a požadavky na skladování a v dobře dimenzované chemické knihovně existuje harmonogram, podle kterého se chemické látky v knihovně pravidelně likvidují a nahrazují. Některé chemické látky jsou poměrně nestabilní, radioaktivní, těkavé nebo hořlavé a musí být skladovány za pečlivých podmínek v souladu s bezpečnostními normami.
Většina chemických knihoven je spravována pomocí informačních technologií, jako jsou čárové kódy a relační databáze. Kromě toho je pro vyhledávání sloučenin ve větších chemických knihovnách nezbytná robotika. Vzhledem k tomu, že jednotlivé položky chemické knihovny mohou snadno dosahovat až milionů sloučenin, může být správa i skromně velkých chemických knihoven záležitostí na plný úvazek. Obor správa sloučenin se snaží tyto chemické knihovny spravovat a udržovat, stejně jako maximalizovat bezpečnost a efektivitu jejich správy.